# Jake Stein
Jake Stein (ur. 17 stycznia 1994) – australijski lekkoatleta specjalizujący się w wielobojach.
W 2011 został mistrzem świata juniorów młodszych w ośmioboju ustanawiając podczas imprezy nieoficjalny rekord świata juniorów młodszych w tej konkurencji (6491 pkt.). Rok później został w Barcelonie wicemistrzem świata juniorów. 
Rekord życiowy w dziesięcioboju (sprzęty juniorskie): 7951 pkt. (11 lipca 2012, Barcelona), jest to rekord Australii i Oceanii w kategorii juniorów. 

## Osiągnięcia
| Rok  | Impreza                               | Miejsce         | Konkurencja   | Pozycja     | Wynik     |
| ---- | ------------------------------------- | --------------- | ------------- | ----------- | --------- |
| 2011 | Mistrzostwa świata juniorów młodszych | Lille Metropole | ośmiobój      | 1. miejsce  | 6491 pkt. |
| 2012 | Mistrzostwa świata juniorów           | Barcelona       | dziesięciobój | 2. miejsce  | 7951 pkt. |
| 2014 | Igrzyska Wspólnoty Narodów            | Glasgow         | dziesięciobój | 14. miejsce | 7005 pkt. |